# Weyer, Oberösterreich
Weyer är en ort och kommun i Österrike. Den ligger i distriktet Steyr-Land i förbundslandet Oberösterreich, 130 kilometer väster om huvudstaden Wien. 
Kommunen består av tre orter (Ortschaften) (inom parentes invånarantal 1 januari 2024):
- Kleinreifling (688)
- Unterlaussa (181)
- Weyer (3 159)